# Norbert Meier
Norbert Meier   (Reinbek, 20 de setembre de 1958) és un futbolista alemany, ja retirat, que posteriorment va exercir d'entrenador de futbol.
Va ser jugador del SV Werder Bremen, de 1980 fins a 1989, i del Borussia Mönchengladbach, de 1990 a 1992. Durant aquests anys va jugar 16 partits amb la selecció alemanya, en què marcà dos partits.
Posteriorment passà a exercir d'entrenador en diferents equips alemanys, com el Borussia Mönchengladbach, MSV Duisburg, Dynamo Dresden, Fortuna Düsseldorf i Arminia Bielefeld, entre d'altres.